# TIE starfighter
De TIE starfighter is een fictieve reeks van korte-afstand ruimtejagermodellen uit het Star Wars-universum. TIE staat voor 'Twin Ion Engine' (Dubbele ionenmotor). De TIE Fighter wordt gebruikt door het Galactisch Keizerrijk (Galactic Empire). Naarmate de Galactische Burgeroorlog voortduurde, werd het Tie-arsenaal uitgebreid met meer geavanceerde en gespecialiseerde toestellen, zoals de gevreesde Tie Interceptor en de gevaarlijke Tie Bomber. 
Tijdens de laatste jaren van de Galactische Republiek ontwikkelde Republic Sienar Systems de eerste en originele T.I.E. Fighter: het toestel dat de voorganger was van de standaard Keizerlijke jager. Toen Senator Palpatine de macht greep en keizer werd, droeg hij de naar het Rijk bekeerde Sienar Fleet Systems op om een compleet nieuwe lijn van gevechtsjagers te produceren. De nieuwe Tie Fighters werden toegevoegd aan de Keizerlijke Sterrenvloot.
De zonnepanelen aan de zijkanten voorzien het toestel van een uniek voortstuwingsenergiesysteem. Speciale microversnellers sturen geïoniseerde gassen aan; deze gassen worden door achteruitlaten uitgestoten om voortstuwing te genereren. Deze stromen van ionen kunnen onder vrijwel elke hoek uitgestoten worden, waardoor de Tie extreem wendbaar is.

## TIE Fighter
Gelanceerd uit Keizerlijke hangars in meerdere aanvalsgolven komen de standaard gevechtsjagers uit het Keizerlijke wapenarsenaal: de Tie Fighters. 
De eenzits- en korteafstandsjager heeft geen hyperaandrijving, en is daarom alleen in te zetten vanaf bases en moederschepen in de buurt van zijn operatiegebied. Het toestel is bewapend met twee laserkanonnen op de 'kin' van de bolvormige cockpit.
Tie Fighters werden altijd in grote aantallen ingezet om hun tekortkomingen te compenseren. Hoewel snel en zeer wendbaar, waren deze jachttoestellen erg kwetsbaar. Ze waren moeilijk te raken, maar konden met een enkel raak schot vernietigd worden.
Voor piraten en burgertoestellen waren Tie Fighters formidabele tegenstanders, de behendige Rebellenpiloten maakten echter korte metten met deze jagers. Het werkpaard van de Rebellen, de T-65 X-Wing Fighter, vernietigde vele Tie Fighters in talloze gevechten. 
Tie-toestellen werden bijna altijd standaard ingedeeld in groepen van 72 jagers aan boord van een Star Destroyer. Deze groepen werden onderverdeeld in zes eskaders van 12 jagers elk. Een van deze eskaders bestond bijna altijd uit Tie Interceptors terwijl een ander uit Tie Bombers bestond. Elk eskader bevatte drie vluchten van vier jagers elk. Elke vlucht bevatte twee elementen. Een element is de kleinste tactische eenheid die een groep jagers kan bevatten, en bestaat uit een z.g. leader (de leider) en een wingman (geeft de leider dekking).
De productie van Tie's was bijna volledig geautomatiseerd. Sienar Fleet Systems produceerde de jachttoestellen letterlijk aan de lopende band om de ontelbare aantallen aan de Keizerlijke Vloot toe te voegen. Er werden gevarieerde modellen van de standaard Tie ontwikkeld, waaronder de Tie/rc (een model met geavanceerde sensoren en communicatie-systemen voor verkenningsmissies), de Tie/fc (uitgerust met een accuraat vuurmechanisme en doelzoeksysteem voor langeafstandsbombardementen) en de Tie/gt (met een grotere cockpit voor het dragen van zwaardere wapens zoals raketten en ruimtebommen).

### Technische informatie
- Lengte: 6,3 meter
- Voortstuwing: 2 ion-aandrijvingsmotoren
- Wapens: 2 SFS LS-1 laserkanonnen

## TIE Advanced Fighter
De TIE advanced fighter is iets groter dan de originele TIE-fighter waarbij ook de rechte zonnepanelen gerond zijn. De eerste keer dat deze in de Star-Wars-Saga te zien is, is in Star Wars: Episode IV: A New Hope als tijdens de slag om Yavin Darth Vader na een tijdje een aantal TIE Fighter squadrons inzet en zelf deelneemt in een TIE Advanced fighter. Tijdens een vuurgevecht met de Millennium Falcon raakt een andere TIE Fighter de TIE Advanced Fighter van Darth Vader waardoor deze tollend de ruimte in wordt gekatapulteerd. 

### Technische informatie
- Lengte: 9,2 meter
- Voortstuwing: 2 ion-aandrijvingsmotoren
- Wapens: Dubbel laserkanon

## TIE Bomber
De TIE Bomber is een nieuw model uit de TIE starfighter-reeks. Het werd ontworpen om grotere massa aan wapenarsenaal te kunnen dragen. De TIE Bomber lijkt op een TIE advanced fighter met de geronde zonnepanelen. Daarbij is naast de cockpit een even grote cabine gemonteerd waardoor deze doet denken aan een vliegende verrekijker. De tweelingromp huist aan stuurboordzijde de piloot, terwijl de lading en wapens aan bakboordzijde zitten. In de Star Wars films komen ze voor in Star Wars: Episode V: The Empire Strikes Back en Star Wars: Episode VI: Return of the Jedi.

### Technische informatie
- Lengte: 7,8 meter
- Voortstuwing: 2 ion-aandrijvingsmotoren
- Wapens: 2 SFS LS-1 laserkanonnen, protonbommen

## TIE Interceptor
De TIE Interceptor is een nieuwer model in de TIE starfighter-reeks. De centrale bolvormige cockpit heeft aan beide zijden een paar dolkvormige zonnepanelen. Deze geven het ruimteschip extra energie en het haalt hierdoor hogere snelheden dan het basismodel, de TIE Fighter. Op elk van deze vier dolkvormige vleugels staat een laserkanon. In de Slag om Endor worden ze veelvuldig gebruikt. Evenals de andere modellen uit de reeks bezit het gevechtsruimtescheepje geen hyperdrive. 

### Technische gegevens
- Lengte: 9,6 meter
- Voortstuwing: 2 ion-aandrijvingsmotoren
- Wapens: 4 SFS LS-1 laserkanonnen